# Chiesa di Santa Maria (Milston)
La chiesa di Santa Maria (in inglese St Mary's church), è la parrocchiale anglicana che si trova a Milston, villaggio e parrocchia civile della contea del Wiltshire, nel Sud Ovest dell'Inghilterra, Regno Unito. Il luogo di culto risale al XIII secolo, rientra nella diocesi di Salisbury ed è considerato dall'English Heritage un monumento classificato di seconda categoria per il suo particolare interesse storico e architettonico.

## Storia

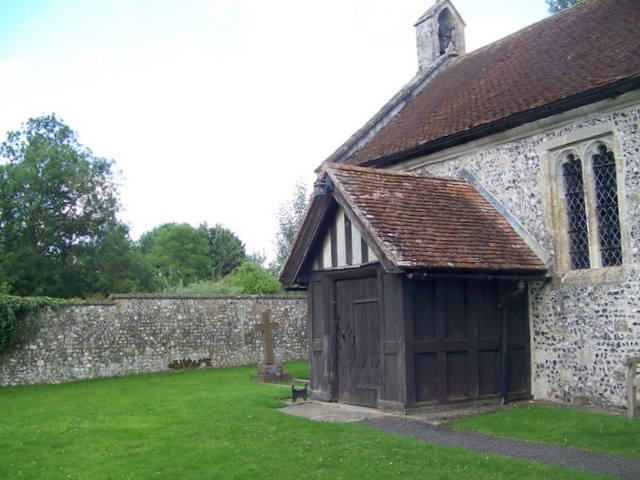
Portale di accesso laterale ligneo con copertura a capanna con tegole

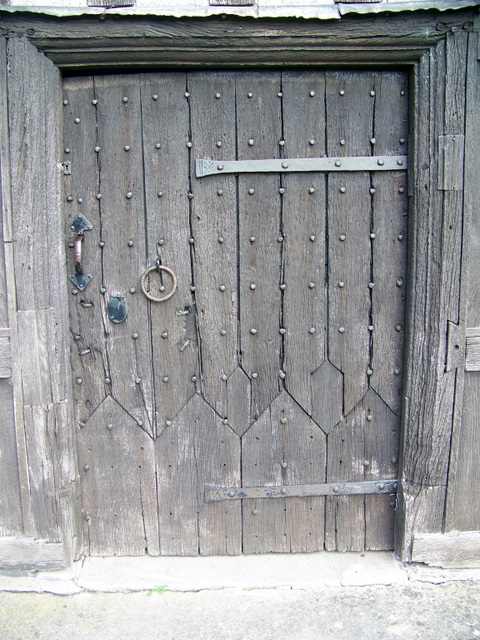
Porta in legno nel portale di accesso laterale risalente all'inizio del XVI secolo

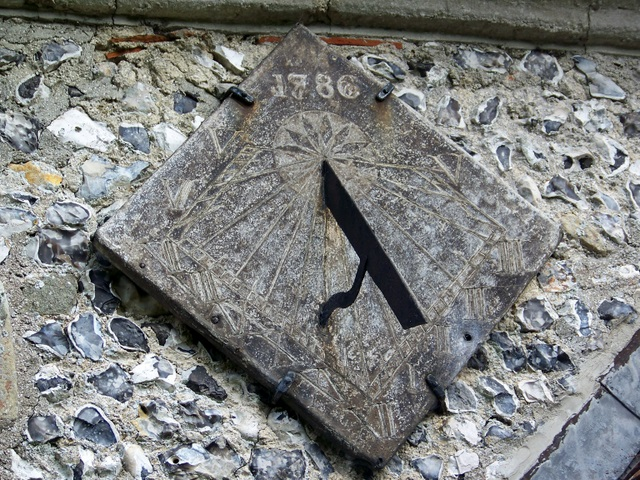
Meridiana posta sulla parete meridionale che riporta la data 1786

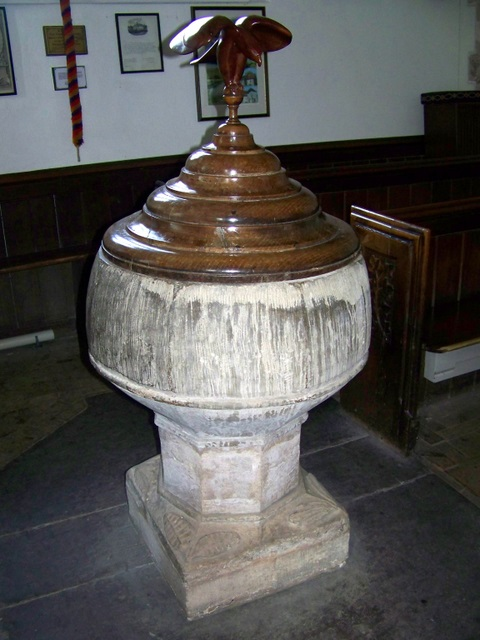
Interno della navata. Fonte battesimale a forma di ciotola bulbosa su un breve fusto ottagonale e base intagliata. Probabilmente è del XIII secolo

La chiesa parrocchiale di Milston venne edificata a partire dal XIII secolo e fu oggetto di interventi nel secolo successivo. Nel XV secolo fu ricostruito il tetto e nel secolo successivo venne arricchita di affreschi nelle pareti della navata. L'ultimo importante restauro è stato realizzato nel XVIII secolo.

## Descrizione
L'English Heritage ha inserito dal 18 febbraio 1958 la chiesa di Santa Maria della diocesi di Salisbury a Milston tra gli edifici storici come monumento classificato di seconda categoria col numero 1183149.

### Esterni
Il luogo di culto si trova nell'abitato di Milston, villaggio principale dell'omonima parrocchia civile  nel Sud Ovest, in Inghilterra. La chiesa è stata edificata in selce con calcare e conci di sabbia verde con macerie sparse. Sulla facciata sud si conserva una meridiana che porta la data 1786. La copertura del tetto è in tegole. Vi è un portico a sud, in legno, ricostruito nel XIX secolo che incorpora una porta esterna del 1500 circa. Il campanile è a vela e conserva una campana che si dice sia del 1290 circa. La sagrestia si trova a nord. Attorno vi è il piccolo cimitero della comunità.

### Interni
La navata interna è unica, intonacata e lastricata. La copertura è con volta a botte a pannelli risalenti al XIX secolo su piastre murali traforate. La sala è decorata con pitture murali risalenti al XVI secolo, testi con cornice gialla zigrinata sulle pareti nord e sud e pannello sulla parete ovest. L'acquasantiera originalmente vicino alla porta nord è stata spostata in sagrestia. L'arco del presbiterio è in stile gotico inglese, a punta e smussato con incisa la data 1780, quando fu oggetto di restauro. La navata ha bifore a cuspide. La porta interna è ad arco a sesto acuto del XIII secolo con modanatura semicircolare incassata. Il presbiterio prende luce da varie finestre di tipo gotico, ha un tetto a capriate del XV secolo con collare rinforzato ad arco e conci solidi sagomati sulla piastra murale modanata. La balaustra del presbiterio è ad arcate cuspidate del XIX secolo e vi sono simili supporti anteriori anche negli stalli del coro. Il fonte battesimale a forma di catino bulboso su un breve fusto ottagonale e base intagliata a foglia, probabilmente è del XIII secolo. Il pulpito del XVIII secolo è in legno di quercia, a sei lati con figure intagliate applicate, probabilmente del XVII secolo.